# Nyceryx hyposticta
Nyceryx hyposticta är en fjärilsart som beskrevs av Felder 1874. Nyceryx hyposticta ingår i släktet Nyceryx och familjen svärmare. Inga underarter finns listade i Catalogue of Life.